# Урлета (Прахова)
Урлета (рум. Urleta) насеље је у Румунији у округу Прахова у општини Банешти. Oпштина се налази на надморској висини од 400 m.

## Становништво
Према подацима из 2002. године у насељу је живело 2472 становника, од којих су сви румунске националности.